# (29075) 1950 DA
(29075) 1950 DA est l'objet géocroiseur qui possède la plus forte probabilité connue d'impact avec la Terre, selon l'échelle de Palerme. Pendant quelques jours en décembre 2004, il fut temporairement surpassé par (99942) Apophis (qui à l'époque était seulement connu sous sa désignation provisoire 2004 MN4).
1950 DA fut découvert la première fois le 22 février 1950 par Carl A. Wirtanen à l'observatoire Lick. Il fut observé pendant 17 jours puis perdu pendant un demi-siècle. Un objet découvert le 31 décembre 2000 (désigné provisoirement 2000 YK66) fut reconnu comme étant 1950 DA.
L'astéroïde a reçu le numéro 29075, mais ne porte pas encore de nom. Wirtanen avait les droits de nommage en tant que premier découvreur ; à sa mort, ces droits sont revenus à l'Union astronomique internationale (UAI), qui pourra éventuellement lui attribuer un nom.

## Informations générales
Les observations radar à Goldstone et à Arecibo du 3 au 7 mars 2001 lors du passage de l'astéroïde à 7,8 millions de km de la Terre donnent un diamètre moyen de 1,1  à   1,4 km. Les courbes de lumière faites par Petr Pravec montrent que la période de rotation de l'astéroïde est de 2,1216 heures (2 h 7 min 17,76 s).
À cause de sa courte période de rotation, 1950 DA est probablement assez dense (plus de 3,0 g/cm3). Ce qui note une composition pierreuse, voire mi-pierreuse mi-sidérique (agglomérat roche-fer).

### Collision potentielle
D'après le programme Sentry de la NASA, l'objet n'a qu'une chance sur 8 300 d'entrer en collision avec la Terre.
Si 1950 DA poursuit son orbite actuelle, il s'approchera de nouveau de la Terre le 16 mars 2880. Au cours du temps, la rotation de l'astéroïde modifiera son orbite (par l'effet Yarkovsky). Une analyse préliminaire montre deux trajectoires possibles. Une des trajectoires passe à des dizaines de millions de kilomètres de la Terre, tandis que l'autre a une probabilité d'impact de 1⁄300. De nouvelles analyses effectuées depuis 2001 ont permis d'affiner les probabilités d'impact avec la Terre en revoyant ce chiffre à la baisse. Les dernières estimations (2021) affichent désormais une probabilité d'impact bien plus faible d'environ 1⁄50 000 (-2 sur l'échelle de Palerme) .
L'énergie dégagée par la collision d'un objet de la masse de 1950 DA (~24 000 Mt) aurait des effets majeurs sur le climat et la biosphère, avec des conséquences désastreuses pour l'humanité.
La découverte de cet impact potentiel a renforcé l'intérêt pour des stratégies de déviation des astéroïdes.

## Galerie

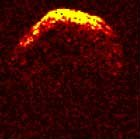
Image radar colorisée de 1950 DA.
Image radar animée d'Arecibo de 1950 DA sur 48 minutes (37% de sa rotation) obtenue le 4 mars 2001.

## Voir également